# Estación de ferrocarril de Dnipró
La estación de Dnipró (en ucraniano: Станція Дніпро-Головний) es la principal estación de ferrocarril de Dnipró, Ucrania. La estación fue inaugurada en 1884 y se encuentra en el centro de la ciudad. Junto al edificio se encuentra la estación Vokzalna del Metro de Dnipró.

## Historia
La estación de ferrocarril fue inaugurada el 18 de mayo de 1884 como estación de Yekaterinoslav (nombre de la ciudad hasta 1926) y era una importante parada en la línea ferroviaria Lozovo-Sebastopol. El 20 de julio de 1926 un decreto de la Presidencia de la URSS renombró a la ciudad Dnepropetrovsk y, por consiguiente, también a la estación.
Durante la Segunda Guerra Mundial, el edificio de la estación fue gravemente dañado y tuvo que ser demolido. En su lugar se erigió el nuevo edificio de la estación, diseñado por el arquitecto Alexey Dushkin en 1951.